# Trimerotropis melanoptera
Trimerotropis melanoptera är en insektsart som beskrevs av Mcneill 1901. Trimerotropis melanoptera ingår i släktet Trimerotropis och familjen gräshoppor. Inga underarter finns listade i Catalogue of Life.